# Castiglioncello del Trinoro
Castiglioncello del Trinoro (già Castiglione dei Ladri) è una frazione del comune italiano di Sarteano, nella provincia di Siena, in Toscana.

## Storia
Il borgo fu signoria dei conti di Sarteano e nel 1117 è ricordata la cessione di parte del territorio di Castiglione, di proprietà del conte Manente di Pepone, in favore del monastero camaldolese di San Pietro in Campo.
La tradizione lo ricorda come Castrum Trinum Latronum, "Castello dei tre ladroni", pronti a taglieggiare pellegrini e viandanti di passaggio lungo la via Francigena.
Ferdinando II, granduca di Toscana, nel 1646 concesse il marchesato di Castiglioncello del Trinoro a Roberto Cennini di Siena, fratello del cardinale Francesco Cennini (1621); gli successe il figlio Francesco (-1664). Il riconoscimento del feudo fu rinnovato nel 1738 per Domenico Cennini, con la dipendenza giurisdizionale dal capitano di giustizia di Chiusi e di quella civile di un vicario feudale. Nel 1745 contava 237 abitanti.
Una parte del paese è stata trasformata in albergo diffuso.

## Monumenti e luoghi d'interesse

### Architetture religiose
- Chiesa di Sant'Andrea
- Cappella della Recisa

### Architetture militari
- Castello di Castiglioncello del Trinoro, ruderi
- Mura di Castiglioncello del Trinoro, si conserva parte della struttura muraria con l'accesso di Porta Senese (XIV secolo)

### Siti archeologici
- Necropoli di Poggio Rotondo-Solaia-Macchiapiana[5]

### Aree naturali
- Riserva naturale Pietraporciana